# الهداية الإسلامية
الهداية الإسلامية هي مجلة إسلامية أنشئها الأزهري محمد الخضر حسين، وكانت هي الناطقة باسم «جمعية الهداية الإسلامية».
صدر العدد الأول منها في جمادى الثانية من عام 1347 هـ / 1928 م بالقاهرة، وتابعت صدورها ما يزيد على ثلاث وعشرين سنة.